# Edmond Machtens
 (septembre 2023).
Edmond G. Machtens, né le 24 mai 1902 à Molenbeek-Saint-Jean et mort le 5 décembre 1978  à Bruxelles, est un homme politique socialiste, ministre d'État, sénateur et bourgmestre de la commune de Molenbeek-Saint-Jean en Belgique entre 1939 et 1978, année de son décès. Un boulevard, un square et un stade de football portent son nom dans la commune.

## Enfance et vie privée
Son père était livreur du « Bon pain bruxellois ». Il n’a cependant pas fait d’études, et a commencé à travailler à l’âge de 16 ans comme employé affecté au classement des polices dans une compagnie d’assurance. Peu de temps après, il devient agent d’assurance et décroche de nombreux contrats. Il est très aimé de ses clients, puisqu’il aide les personnes qui ne comprennent pas le jargon des assurances. Il s’est d’abord marié une première fois à Madame Rosalie Colon avec qui il a eu un fils, nommé Jacques, né en 1928. Il divorça de Rosalie et en secondes noces il se maria à Elsa Smeyers avec qui il aura une petite fille nommée Corinne, née en 1953.
C’était un homme de caractère qui tentait toujours de trouver des solutions. Dès qu’il en trouvait une, il s’y attachait avec conviction. C’était également un homme éloquent qui aimait rendre service. Ses responsabilités lui imposaient d’être dur mais il ne pouvait s’empêcher d’être ami avec tous. Il a beaucoup amélioré sa commune: il a notamment développé le « quartier rural » , il a fait bâtir des immeubles dans le « quartier Machtens » (baptisé de la sorte par la population), il est également à l’origine de la naissance d’un troisième quartier, le château du Karreveld qui a, lui aussi, été reconstruit grâce à Edmond, il a créé une nouvelle maison communale, il a supprimé les taudis pour laisser place à des logements plus sains, etc. Il a vécu toute sa vie à Molenbeek, qu'il a vue évoluer. Au début c’était une simple bourgade de 4500 habitants. Il a contribué à l’évolution de Molenbeek, il ne voulait pas que tout le monde continue à se moquer de ce petit quartier. Au départ la ville était connue pour ses quartiers de commerces et industriels. Personne ne voulait y vivre. Il a modifié le climat de Molenbeek pour en faire un quartier agréable à vivre. C’est pour cela qu’il a enjolivé Molenbeek en y faisant construire des nouveaux quartiers. C’est ce qu’il explique dans la préface du livre « La chanson des rues de Molenbeek Saint-Jean ».

## Sa carrière politique
Il est entré pour la première fois au conseil communal de sa commune en 1933 (31 ans). Il était à la base un conseiller communal suppléant. Mais ce qui lui a permis d’entrer au Conseil c’est la démission d'un conseiller effectif, Monsieur Gielis. Le 16 octobre 1938 il devient premier échevin désigné par le Conseil. C’est alors que le 26 janvier suivant, un arrêté royal le nomme bourgmestre de Molenbeek, sa commune fétiche. Ses fonctions commencent officiellement 5 jours plus tard soit le 31 janvier qu'il n’exercera qu’une petite année puisqu’en 1940, il s’est engagé dans la Résistance en tant qu’officier de l’Ordre de la Couronne. Il a obtenu ce titre ainsi que la Croix de guerre grâce à son investissement dans la guerre et son opposition à l’ennemi. Il n’a jamais baissé les bras et a toujours combattu. Après la guerre, il a bien sûr fait un retour triomphal dans sa commune. De plus, en 1946, il est de nouveau élu bourgmestre avec de nombreux votes de préférence. Plus les années passent, plus les molenbeekois sont nombreux à voter pour lui.
En 1961, il devient questeur au Sénat. En 1967, il est élu délégué à l’Assemblée générale de l’ONU.
Aux élections communales du 11 octobre 1970, Edmond Machtens a, une fois de plus, obtenu le mayorat, à l’unanimité, dans la commune de Molenbeek.
À sa mort, c’est le premier échevin qui le remplace, suivi du docteur Marcel Piccart. Ce dernier est entré en conflit avec le collège socialiste à la base uni et homogène. De cette action, résulte son exclusion du parti socialiste par le comité exécutif puis par l’assemblée générale.

## Son engagement dans le parti socialiste
Le parti socialiste belge (PSB), précédemment appelé Parti Ouvrier Belge (POB), comprend des défenseurs du maintien de l’Etat unitaire ainsi que des adeptes du fédéralisme. À partir de 1968, les socialistes flamands, wallons et bruxellois sont d’accord pour doter la Wallonie, la Flandre et l’entité bruxelloise d’institutions. Elles sont donc reconnues.
En 1968, le Manifeste des 29 est un évènement important de la vie politique bruxelloise. Ce texte défend les intérêts de Bruxelles, la capitale belge. Il conduit à l’union et au regroupement d’alliances politiques mais est, sur le plan politique, également un diviseur. En effet, l’écart entre le V.D.B. (Vrijzinnig Democratische Bond), C.V.P. (Christelijke Volkspartij) du P.S.C. francophone (Parti Socialiste Chrétien) et le P.S.B. bruxellois (Parti Socialiste Belge) des "Vlaamse Socialisten" est de plus en plus creusé. La Fédération bruxelloise du P.L.P. (Parti de la Liberté et du Progrès) risque également de se morceler. Edmond précise que le Manifeste sert les intérêts des flamands ainsi que des francophones .
Edmond a participé aux premières élections des conseils d’agglomération et de fédération dans la région bruxelloise. Sur la liste du PSB bruxellois, Edmond Machtens se trouve en première place de « l’ordre utile » de cette liste.
Edmond Machtens et d’autres sénateurs comme Hilaire Lahaye ou encore Ferdinand Boey, sont des défendeurs des consommateurs qui sont, selon eux, victimes de publicités mensongères ou de faux produits. C’est pour cela qu’ils ont proposé la « loi créant la fonction de commissaire parlementaire chargé de la défense des consommateurs ». Celle-ci consiste à nommer un commissaire qui est chargé de protéger le consommateur contre les producteurs, les syndicats et le gouvernement. Celui-ci est nommé par la Chambre des représentants et par le Sénat et ce pour une période de 6 ans. Ses pouvoirs sont identiques à ceux du juge d’instruction.

## Hommages
Edmond Machtens était un ministre d’Etat, un sénateur et surtout, un bourgmestre dont tout le monde se souviendra à Molenbeek. En effet, en ce qui concerne le square et le boulevard Edmond Machtens, on leur a attribué ce nom car ce Molenbeekois dans l'âme a été bourgmestre dans sa ville pendant de nombreuses années. Il était l’ami des citoyens, il était même parfois appelé pour régler des conflits conjugaux ou familiaux. C’est pour ces nombreuses raisons qu’il méritait qu’on lui rende hommage d’une manière mémorable.
- Stade Edmond Machtens : l’équipe de Molenbeek, autrefois appelée « Daring » (aujourd’hui appelée RWDM) a été créé en 1895. Dès 1897, elle a fait ses débuts dans l’histoire du football . Plus tard, l’équipe devient une des plus célèbres du championnat, en même temps que son adversaire, l’Union Saint-Gilloise. Les joueurs ont remporté les titres en 1912 et 1914. A la Suite d'un nombre excessif de supporters, il faut alors envisager d’agrandir les installations. Un nouveau bâtiment bien plus grand sera bâti. Celui-ci nommé « Stade Edmond Machtens » est inauguré le 12 septembre 1920 en présence des princes Léopold et Charles. Le stade est situé au milieu du quartier de Molenbeek[10].

- Boulevard Edmond Machtens : en 1960, à Molenbeek Saint-Jean, Edmond a décidé de faire construire des buildings ainsi que des grands appartements pour y abriter des jeunes couples. L’entreprise qui s’est occupé de cette urbanisation est « L’écluse ». Les logements sont des logements de classes moyennes ainsi que des logements sociaux. D’un côté, se trouvent des immeubles appartenant au Foyer ainsi que des maisons modestes. Une petite école se trouve également à cet endroit. De l’autre côté du boulevard, se dressent des appartements avec terrasse, où travaillent et habitent des personnes plus aisées. Une grande différence de classe peut donc s’observer entre ces deux endroits de Molenbeek. Le boulevard était anciennement appelé "avenue du Beekkant". Ce boulevard était reconnu pour son cabaret « la Queue de Vache »[11].

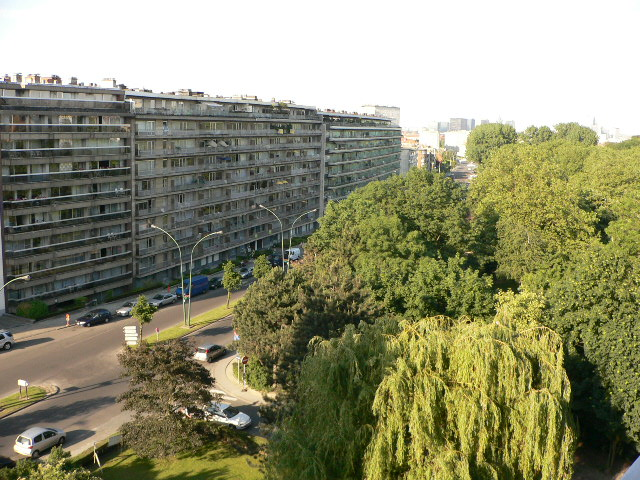
Boulevard Edmond Machtens

- Square Edmond Machtens : sur ce square se trouve le centre médical Machtens. Ce centre médical est composé actuellement de 50 praticiens. Ils donnent des soins à la fois préventifs et curatifs. Malheureusement pour lui, Monsieur Machtens ne sera plus là pour assister à l’inauguration du square à son effigie[12].